# 江口墟镇
江口墟镇，是中华人民共和国湖南省怀化市麻阳苗族自治县下辖的一个乡镇级行政单位。

## 行政区划
江口墟镇下辖以下地区：
江口社区、江口村、羊合垅村、黄泥溪村、石眼潭村、陈家湾村、田家湾村、公馆村、库边村、老坪山村、浪山溪村、牙溪村、大禾田村、老屋冲村和骆子村。